# 1836 na política
Nesta página encontrará referências aos acontecimentos directamente relacionados com a regiões administrativas ocorridos durante o ano de 1836.

## Eventos
- Extinção da freguesia e do concelho de Aguieira, em Portugal, que tinham sido fundados em 1514.

## Nascimentos
| DATA           | nome            | nacionalidade | profissão                   | obs    |
| -------------- | --------------- | ------------- | --------------------------- | ------ |
| 24 de Novembro | Ramalho Ortigão | Portugal      | escritor e cônsul em França | m.1915 |